# 蘇澳交流道
24°37′13.18″N 121°48′50.6″E / 24.6203278°N 121.814056°E
蘇澳交流道為臺灣國道五號的交流道，由南出北入匝道及一段連絡道組成，其位置橫跨宜蘭縣蘇澳鎮、冬山鄉，交流道里程指標為54k，也是國道五號目前的終點，可進出位於匝道旁的蘇澳服務區。原先位於聯絡道上的收費站因配合國道收費電子化已被拆除。
未來計劃將國道五號由此延伸到花蓮並銜接蘇花改（原計畫銜接蘇花高速公路），末端已預留延伸的空間。
|            | 54 蘇澳 | 蘇澳 冬山 |
| 蘇澳服務區 | 54 蘇澳 |           |

## 未來計畫
為解決未來蘇花改通車後可能塞車之問題，未來計畫主要著眼於避免車流回堵於蘇澳市區周邊。計畫分為短、中、長期三部分：
- 短期計畫為增加蘇澳服務區。
- 中期計畫為增加號誌、拓寬海山西路及箕山橋。
- 長期計畫為將國道五號由此直接延伸至蘇澳鎮永樂一帶銜接蘇花改。

## 外部連結
- 國道五號蘇澳交流道示意圖 （页面存档备份，存于）（交通部高速公路局）